# Ivan Pešić (rukometaš)
Ivan Pešić (Rijeka, 17. ožujka 1989.) hrvatski je rukometni vratar i bivši reprezentativac. 
Do 2008. godine igrao je za RK Zamet iz Rijeke, potom prelazi u mađarski MKB Veszprém KC. 
Dana 8. veljače 2009., u mađarskom gradu Balatonfuredu, huligani su ga teško ranili (izgubio je bubreg), a ubili su rumunjskog rukometnog reprezentativca Mariana Cozmu i teško ranili srpskog rukometnog reprezentativca Žarka Šešuma.
Trenutno brani za HBC Nantes, a prije za Mješkov iz Bresta. 
Bio je član hrvatske reprezentacije koja je osvojila srebro na Svjetskom prvenstvu u Hrvatskoj, Danskoj i Norveškoj 2025.